# Unión Cricket (fútbol)
El Club Unión Cricket fue un club peruano de Fútbol de la ciudad de Lima. Es uno de los clubes precursores de la Liga peruana de fútbol. Fue el primer club peruano en practicar el fútbol.

## Historia
Fue formado en el Unión Cricket, para la práctica del fútbol en 1894. Los socios Pedro Larrañaga y John Conder fueron quienes fomentaron este deporte entre las actividades de la institución. La directiva del Unión Cricket estaba formado por el presidente: Carlos Baella, secretario: Miguel Grau y tesorero: Carlos Benavides Canseco. Mantuvo una rivalidad con el Lima Cricket and Football Club, club formado por ingleses. Llamado el clásico de clubes de Cricket. El Unión Cricket fue uno de los principales clubes de su época y el club representante de la aristocracia limeña, hasta la desaparición del club a mediados de 1913.
En 1903, el Unión Cricket organizó un campeonato de fútbol, pero de manera interna, solo entre sus socios, con la intención de seleccionar a sus mejores jugadores para formar su primer equipo. En 1905, nuevamente el club organizó un torneo, denominado Campeonato Atlético Internacional por considerar como extranjeros a los miembros de la colonia inglesa. En el único encuentro de fútbol entre el organizador y Lima Cricket and Football Club. Posteriormente en 1909 realizó un campeonato donde entre equipos limeños y chalacos. Entre los participantes fueron: Unión Cricket, Lima Cricket, Leoncio Prado del Callao, Central Cable A.C., la Escuela de Artes y Oficios, Association Football Club  y Morro de Arica del Callao. 
En 1910 organizó el Campeonato Pro - Monumento Jorge Chávez, donde el club participa y 5 clubes entre ellos: Unión Callao, Leoncio Prado, Association Football Club,  Jorge Chávez Nr.1 y el Atlético Chalaco, en el partido de fondo.

## Actualidad
Existe la posibilidad que los descendientes de los fundadores del club, lo revivan y vuelvan a competir en los campeonatos distritales de la Copa Perú. Además, está la chance de comprar la categoría a la Deportivo USMP y participar en la Liga 2. No obstante,  muchos simpatizantes del viejo equipo, puedan refundandarlo y volverlo a la competitividad.

## Uniforme
- Uniforme titular: Camiseta de rayas negras y blancas, pantalón negro, medias negras.
- Segundo uniforme: Camiseta celeste, pantalón blanco, medias blancas.
- Tercer uniforme: Camiseta azul con rayas blancas horizontales, pantalón azul, medias azules.

Uniforme Titular 1893 al 1913
| Titular 1 | Titular 2 | Titular 3 | Titular 4 | Titular 5 | Titular 6 | Titular 7 | Titular 8 | Titular 9 |  |

Uniforme Alterno 1894 al 1913
| Alterno 1 | Alterno 2 | Alterno 3 | Alterno 4 | Alterno 5 | Alterno 6 | Alterno 7 | Alterno 8 | Alterno 9 |

## Jugadores
- Pablo Ramírez
- F. Varela
- Eduardo Fry
- Celso Ríos
- Alfredo Benavides Canseco
- Fernando Cáceres
- Julio Tenaud
- Luis Otero
- Benjamín Otero
- Luis Miró Quesada
- C. Benavides
- Rafael Benavides
- Carlos Garland

## Presidentes
- Carlos Baella (1894)
- Don Pedro Osma (1896-1899)
- Eduardo Fry (1909-1913)

## Rivalidades
Unión Cricket tenía una rivalidad en especial con el Lima Cricket F.B.C., adicionalmente con otros equipos de la época como: Club Leoncio Prado, Cable Central Athletic Club, Atlético Pardo, Unión Foot Ball, Foot Ball Perú, Sport Juvenil, Centro Sport Cosmopolitan, Sportivo Lima, Club Unión Juvenil y el Club Atlético Chalaco del Callao.
También con Cerro Pasco Football Club y Cerro de Pasco Mining Sport and Football Club American. La indumentaria titular del Cerro Pasco Football Club era exactamente igual al del Unión Cricket. Por lo tanto, en el partido de 1910, el Unión Cricket jugó con el uniforme alterno.

## Amistosos
- Torneo de 1903 con José Pardo y Sport Juvenil.
- Partido amistoso de 1908 con Club Libertad.
- Partido amistoso de 1910 con Atlético Pardo.
- Partido amistoso de 1910 con Cerro de Pasco Football Club.

## Estadio
En 1896, el club Unión Criket solicitó al Ayuntamiento de Lima la cesión de un terreno apto para la práctica deportiva, siéndoles adjudicado el 28 de marzo de ese año, el terreno que perteneció al fenecido Club de Tiro de Lima y ubicado en las cercanías del Parque de la Exposición en la zona conocida como Santa Beatriz y que hoy pertenece al distrito de Lima.

## Palmarés
- Subcampeón del Campeonato Atlético Internacional - Fútbol (1): 1905
- Campeón del Campeonato de Fiestas Patrias (1): 1910
- Subcampeón del Campeonato Pro - Monumento Jorge Chávez (1): 1910.

## Club Unión Cricket N°2
El Club Unión Cricket N°2, fue un equipo del distrito de Lima, fundado alrededor de 1919. Luego se afilia a la Asociación Amateur de Football  en 1922. Años después de fundado la FPF, la  Asociación Amateur de Football se integra en la Segunda División Provincial de Fútbol de Lima y en la Tercera División Provincial de Fútbol de Lima. Club Unión Cricket N.º 2 o también llamado Unión Cricket Lima, participa pocas temporadas en la Segunda División Provincial de Fútbol de Lima hasta 1927. Finalmente, no se presenta más y desaparece.
Este club a pesar de la similitud del nombre, no guarda relación con el equipo histórico.

### Uniforme 1919-1927

#### Indumentaria
| Principal | Alterno |  |